# Bromato de cálcio
Bromato de cálcio é um composto inorgânico do grupo dos sais ,constituido por ânions bromato {\displaystyle {\ce {BrO3-}}} e cátions calcio {\displaystyle {\ce {Ca^{2+}}}} , cuja fórmula química é Ca(BrO3)2